# Jorge Ferreira (football)
Pour les articles homonymes, voir Jorge Ferreira.
Jorge Ferreira, de son nom complet Jorge da Costa Ferreira est un footballeur portugais né le 18 mars 1966 à Benguela. Il évoluait au poste de défenseur central.

## Biographie

### En club
Jorge Ferreira évolue au Portugal durant toute sa carrière dans les clubs du FC Barreirense, du Vitória Setúbal, du Sporting Braga, du SC Campomaiorense et de l'União Madeira,,.
Il dispute 272 matchs pour 3 buts marqués en première division portugaise durant 9 saisons,.

### En équipe nationale
International portugais, il reçoit quatre sélections en équipe du Portugal entre 1989 et 1990, pour aucun but marqué.
Son premier match est disputé le 31 août 1989 en amical contre la Roumanie (match nul 0-0 à Setúbal).
Il joue ensuite le 15 novembre 1989 dans le cadre des qualifications pour la Coupe du monde 1990 contre la Tchécoslovaquie (match nul 0-0 à Lisbonne).
Il dispute un match amical le 3 mars 1973 contre la France (victoire 2-1 à Paris).
Il dispute ses deux derniers matchs pour les qualifications pour l'Euro 1992 le 12 septembre 1990  contre la Finlande (match nul 0-0 à Helsinki) et le 17 octobre 1990 contre les Pays-Bas (victoire 1-0 à Porto).